# Ебріма Буаро
Ебріма Буаро (16 вересня 2000) — гамбійський плавець.
Учасник Олімпійських Ігор 2020 року, де в попередніх запливах на дистанції 50 метрів вільним стилем посів 66-те місце і не потрапив до півфіналів.